# Die Antwoord
Die Antwoord (phát âm [di ˈantvʊərt] từ tiếng Afrikaans, tạm dịch: "Câu trả lời") là một nhóm nhạc hip hop đến từ Cape Town, Nam Phi. Nhóm ra mắt năm 2008, bao gồm rapper Ninja, ca sĩ Yolandi Visser cùng với nhà sản xuất nhạc God (nghệ danh cũ: DJ Hi-Tek). Năm 2022, con trai nuôi của Ninja và Yolandi, Gabriel "Tokkie" du Preez, đã buộc tội họ đối xử tệ bạc, tấn công tình dục và nô lệ đối với anh ta và em gái Meisie trong một video đăng trên Youtube.

## Danh sách album

### Album phòng thu
| Tên                                                                                   | Chi tiết | Xếp hạng cao nhất | Xếp hạng cao nhất | Xếp hạng cao nhất | Xếp hạng cao nhất | Xếp hạng cao nhất | Xếp hạng cao nhất | Xếp hạng cao nhất | Xếp hạng cao nhất | Xếp hạng cao nhất | Xếp hạng cao nhất | Xếp hạng cao nhất | Xếp hạng cao nhất | Xếp hạng cao nhất | Xếp hạng cao nhất      |
| Tên                                                                                   | Chi tiết | AUS               | BEL(FL)           | BEL(WA)           | CAN               | GER               | ITA               | NL                | NZ                | SWI               | US                | USDance           | USIndie           | USRap             | USAlbum Lượng tiêu thụ |
| ------------------------------------------------------------------------------------- | --- | ----------------- | ----------------- | ----------------- | ----------------- | ----------------- | ----------------- | ----------------- | ----------------- | ----------------- | ----------------- | ----------------- | ----------------- | ----------------- | ---------------------- |
| $O$                                                                                   | - Phát hành: 2009, 12 tháng 10 năm 2010 (phát hành lại) - Hãng đĩa: tự phát hành, Cherrytree, Interscope (phát hành lại) - Định dạng: MP3, CD, tải nhạc kỹ thuật số (phát hành lại) | 53                | 67                | —                 | —                 | —                 | —                 | —                 | —                 | —                 | 109               | 4                 | —                 | 14                | —                      |
| Ten$ion                                                                               | - Phát hành: 29 tháng 1 năm 2012 - Hãng đĩa: Zef - Định dạng: CD, LP, tải nhạc kỹ thuật số                                                                                          | 38                | 40                | 156               | —                 | —                 | —                 | 87                | —                 | 100               | 143               | 8                 | 20                | 12                | —                      |
| Donker Mag                                                                            | - Phát hành: 3 tháng 6 năm 2014 - Hãng đĩa: Zef - Định dạng: CD, LP, tải nhạc kỹ thuật số                                                                                           | 11                | 26                | 53                | 15                | 95                | —                 | 49                | 32                | 71                | 37                | 1                 | 4                 | 5                 | 37                     |
| Mount Ninji and da Nice Time Kid                                                      | - Phát hành: 16 tháng 9 năm 2016 - Hãng đĩa: Zef - Định dạng: CD, LP, tải nhạc kỹ thuật số                                                                                          | 9                 | 3                 | 14                | 16                | 25                | 53                | 40                | —                 | 14                | 34                | 1                 | 2                 | —                 | 15                     |
| The Book of Zef                                                                       | - Phát hành: 2018 | Sắp phát hành     | Sắp phát hành     | Sắp phát hành     | Sắp phát hành     | Sắp phát hành     | Sắp phát hành     | Sắp phát hành     | Sắp phát hành     | Sắp phát hành     | Sắp phát hành     | Sắp phát hành     | Sắp phát hành     | Sắp phát hành     | Sắp phát hành          |
| "—" đánh dấu album không lọt vào bảng xếp hạng hoặc không được phát hành ở khu vực đó | |                   |                   |                   |                   |                   |                   |                   |                   |                   |                   |                   |                   |                   |                        |

### EP
| Tên                                                                                   | Chi tiết | Xếp hạng cao nhất |
| Tên                                                                                   | Chi tiết | USDance           |
| ------------------------------------------------------------------------------------- | --- | ----------------- |
| 5                                                                                     | - Phát hành: ngày 27 tháng 7 năm 2010 - Hãng đĩa: Cherrytree, Interscope - Định dạng: CD, tải nhạc kỹ thuật số | 19                |
| Ekstra                                                                                | - Phát hành: ngày 12 tháng 10 năm 2010 - Hãng đĩa: Interscope - Định dạng: tải nhạc kỹ thuật số                | —                 |
| "—" đánh dấu album không lọt vào bảng xếp hạng hoặc không được phát hành ở khu vực đó | |                   |

### Mixtape
| Tên          | Chi tiết                                                                                         | Xếp hạng cao nhất | Xếp hạng cao nhất |
| Tên          | Chi tiết                                                                                         | BEL(FL)           | USDance           |
| ------------ | ------------------------------------------------------------------------------------------------ | ----------------- | ----------------- |
| Suck on This | - Phát hành: ngày 19 tháng 5 năm 2016 - Hãng đĩa: tự phát hành - Định dạng: tải nhạc kỹ thuật số | 143               | 7                 |

### Đĩa đơn
| Tên                                                         | Năm  | Xếp hạng cao nhất | Xếp hạng cao nhất | Xếp hạng cao nhất | Xếp hạng cao nhất | Xếp hạng cao nhất | Xếp hạng cao nhất             | Xếp hạng cao nhất              | Album                                           |
| Tên                                                         | Năm  | AUT               | UK                | FR                | ITA               | US Danc/Elec      | US Danc/Elec Nhạc kỹ thuật số | US Billboard Twitter Real-Time | Album                                           |
| ----------------------------------------------------------- | ---- | ----------------- | ----------------- | ----------------- | ----------------- | ----------------- | ----------------------------- | ------------------------------ | ----------------------------------------------- |
| "Wat Pomp"                                                  | 2009 | —                 | —                 | —                 | —                 | —                 | —                             | —                              | $O$                                             |
| "Beat Boy"                                                  | 2009 | —                 | —                 | —                 | —                 | —                 | —                             | —                              | $O$                                             |
| "Enter the Ninja"                                           | 2010 | 45                | 37                | —                 | —                 | —                 | —                             | —                              | 5                                               |
| "Fish Paste"                                                | 2010 | —                 | —                 | —                 | —                 | —                 | —                             | —                              | 5                                               |
| "Evil Boy"                                                  | 2010 | —                 | —                 | —                 | —                 | —                 | —                             | —                              | $O$                                             |
| "Rich Bitch"                                                | 2011 | —                 | —                 | —                 | —                 | —                 | —                             | —                              | $O$                                             |
| "Fok Julle Naaiers"                                         | 2011 | —                 | —                 | —                 | —                 | —                 | —                             | —                              | Ten$Ion                                         |
| "I Fink U Freeky"                                           | 2012 | —                 | —                 | —                 | 99                | —                 | —                             | —                              | Ten$Ion                                         |
| "Baby's on Fire"                                            | 2012 | —                 | —                 | —                 | —                 | —                 | —                             | —                              | Ten$Ion                                         |
| "Fatty Boom Boom"                                           | 2012 | —                 | —                 | —                 | —                 | —                 | —                             | —                              | Ten$Ion                                         |
| "XP€N$IV $H1T"                                              | 2012 | —                 | —                 | —                 | —                 | —                 | —                             | —                              | (đĩa đơn tự do)                                 |
| "Cookie Thumper!"                                           | 2013 | —                 | —                 | —                 | —                 | —                 | —                             | —                              | Donker Mag                                      |
| "Pitbull Terrier"                                           | 2014 | —                 | —                 | —                 | —                 | —                 | —                             | 36                             | Donker Mag                                      |
| "Ugly Boy"                                                  | 2014 | —                 | —                 | 191               | —                 | —                 | —                             | 27                             | Donker Mag                                      |
| "Dazed and Confused" (với God)                              | 2016 | —                 | —                 | —                 | —                 | —                 | —                             | —                              | Suck on This                                    |
| "Bum Bum" (với God)                                         | 2016 | —                 | —                 | —                 | —                 | —                 | —                             | —                              | Suck on This                                    |
| "Gucci Coochie" (với Dita Von Teese, The Black Goat và God) | 2016 | —                 | —                 | —                 | —                 | —                 | —                             | —                              | Suck on This / Mount Ninji and da Nice Time Kid |
| "Banana Brain"                                              | 2016 | —                 | —                 | —                 | —                 | 30                | —                             | —                              | Mount Ninji and da Nice Time Kid                |
| "We Have Candy"                                             | 2016 | —                 | —                 | —                 | —                 | —                 | —                             | —                              | Mount Ninji and da Nice Time Kid                |
| "Fat Faded Fuck Face"                                       | 2016 | —                 | —                 | —                 | —                 | —                 | 16                            | —                              | Mount Ninji and da Nice Time Kid                |
| "Love Drug"                                                 | 2017 | —                 | —                 | —                 | —                 | —                 | —                             | —                              | The Book of Zef                                 |

### Remix
| Tên                                                 | Năm  | Xếp hạng cao nhất | Xếp hạng cao nhất | Album        |
| Tên                                                 | Năm  | AUT               | UK                | Album        |
| --------------------------------------------------- | ---- | ----------------- | ----------------- | ------------ |
| "Pitbull Terrier" (God's Berzerker Trap Remix)      | 2016 | —                 | —                 | Suck on This |
| "Enter Da Ninja" (The Black Goat Decapitator Remix) | 2016 | —                 | —                 | Suck on This |

### Hợp tác khác
| Tên                                          | Năm  | Album        |
| -------------------------------------------- | ---- | ------------ |
| "Spectacular" (Seymour Bits và Die Antwoord) | 2010 | Seymour Bits |
| "Dis Iz Why I'm Hot (Herrschaftized)"        | 2016 | Time & Dust  |

### Video nhạc
| Tên                             | Năm  | Đạo diễn                                  |
| ------------------------------- | ---- | ----------------------------------------- |
| "Wat Pomp"                      | 2009 | Die Antwoord                              |
| "Enter the Ninja"               | 2010 | Rob Malpage                               |
| "Evil Boy"                      | 2010 | Ninja và Rob Malpage                      |
| "Rich Bitch"                    | 2011 | Kobus Holnaaier và Ninja                  |
| "Fok Julle Naaiers"             | 2011 | Ninja và Ross Garrett                     |
| "I Fink U Freeky"               | 2012 | Roger Ballen và Ninja                     |
| "Baby's on Fire"                | 2012 | Ninja và Terence Neale                    |
| "Fatty Boom Boom"               | 2012 | Ninja, Terence Neale và Saki Fokken Bergh |
| "Cookie Thumper!"               | 2013 | Ninja                                     |
| "Pitbull Terrier"               | 2014 | Ninja                                     |
| "Ugly Boy"                      | 2014 | Ninja                                     |
| "Banana Brain"                  | 2016 | Ninja và Terence Neale                    |
| "Fat Faded Fuck Face"           | 2016 | Yolandi Visser                            |
| "Love Drug" (video lời bài hát) | 2017 | Ninja và Yolandi Visser                   |
| "Tommy Can't Sleep"             | 2017 | Yolandi Visser và Roger Ballen            |